# Jovan Kantul
Jovan Kantul (srbsky Јован Кантул) byl v letech 1592–1614 srbským patriarchou.
Za svého působení usiloval o svržení osmanské nadvlády. Kvůli tomu jednal s představiteli zahraničních mocností, obrátil se tak na císaře Rudolfa II., papeže Klimenta VIII., španělského krále nebo na savojského knížete Karla Emanuela I., jemuž byla nabídnuta srbská koruna. Jednání však byla neúspěšná a nikdy nevyústila ve vojenskou pomoc. Za svoji činnost byl Jovan roku 1612 uvězněn v Instanbulu a roku 1614 zemřel, zřejmě násilnou smrtí.